# 505

505 (DV, na numeração romana) foi um ano comum do século VI do Calendário Juliano, da Era de Cristo, a sua letra dominical foi B (52 semanas), teve início a um sábado e terminou também a um sábado.
| Ano completo                   |
| ------------------------------ |
| Ano comum com início ao sábado |

## Nascimentos
Belisário - General do Império Bizantino, (m. 565).